# Rachel Coumba
Rachel Coumba née le 22 avril 1977 est une joueuse française de basket-ball.

## Biographie
Née de deux parents enseignants, elle commence le basket-ball à sept ans et évolue toute jeune à l'Élan sportif chalonnais jusqu'en 1991. A 15 ans, elle part jouer dans l'autre club chalonnais (Chalon Basket Club) et évolue dans l'équipe sénior à partir de l'âge de 16 ans pour y effectuer 7 saisons dans l'équipe une dont six ou elle évoluera en Nationale 1B et Nationale féminine 1 (deuxième division nationale). Au cours de ces 7 saisons, elle obtient à plusieurs reprises le titre de meilleure marqueuse du championnat. Lorsqu'elle obtient son concours de professeur d'EPS, elle profite de sa mutation dans le nord de la France pour intégrer le plus haut niveau français (Ligue féminine de basket) à Villeneuve d'Ascq de 2000 à 2002,. À la suite de cela, elle change de club et joue dans l'équipe de l’Evolution Roubaix Basket pendant deux saisons (2002 à 2004), avec, à la clé un titre de vice-championne de France de Ligue féminine 2 et une accession à la LF1. Elle s'exile en Belgique à Tournai de 2005 à 2007 en 1er division. Elle retourne en France à Armentières pour finir sa carrière, deux saisons en tout (de 2007 à 2009) et lors de cette dernière saison, elle participe à la montée du club en Ligue féminine et au titre de Championne de France de Nationale féminine 1.

## Club
- 1984-1991 :  Élan sportif chalonnais (jeune)
- 1991-2000 :  Chalon Basket Club (jeune, Nationale féminine 2 puis Nationale 1B et Nationale féminine 1)
- 2000-2002 :  Villeneuve-d'Ascq (Ligue féminine de basket)
- 2002-2004 :  Roubaix (Nationale féminine 1)
- 2004-2005 :  Saint-Amand-les-Eaux (Nationale féminine 1)
- 2005-2007 :  Tournai (1er division)
- 2007-2009 :  Armentières (Nationale féminine 1)

## Palmarès
- Vice championne de France de Ligue Féminine 2 en 2003
- Championne de France Ligue Féminine 2 en 2009.